# Andrés de Orbe y Larreátegui
Andrés Agustín de Orbe y Larreátegui (Ermua, 21 de marzo de 1672 - Madrid, 4 de agosto de 1740) fue un influyente religioso y hombre de Estado español, obispo de Barcelona, arzobispo de Valencia, inquisidor general, nuncio apostólico y presidente del Consejo de Castilla.

## Biografía
Fue colegial del Colegio Mayor Santa Cruz de Valladolid. Estudió gramática y retórica con los padres jesuitas de Vitoria y posteriormente se licenció en Derecho Civil y Canónico (in utroque iure) en la Universidad de Salamanca. Ordenado sacerdote, tuvo una extraordinaria carrera eclesiástica. Hizo sus votos el 23 de marzo de 1687 y profesó con el obispo de Calahorra, Pedro de Lope y Dorantes. En sus primeros años fue fiscal de la Inquisición en Sevilla e inquisidor encargado de los procesos judaizantes en Cuenca.  
Fue nombrado obispo de Barcelona en 1720 por el papa Clemente XI; fue consagrado por el arzobispo de Toledo (posteriormente cardenal) Diego de Astorga y Céspedes. Fue nombrado arzobispo metropolitano de Valencia en 1725 por el papa Benedicto XIII. También ocupó cargos destacados en la administración del Estado, como presidente del Consejo de Castilla entre 1727 y 1733. En 1733 fue nombrado inquisidor general y terminó su carrera político-religiosa como nuncio apostólico. 
El rey Felipe V instituyó el título de marqués de Valde-Espina en 1733 a instancias del arzobispo Orbe y en favor del sobrino y ahijado de este, Andrés Agustín de Orbe y Zarauz, que se convertiría en el primer marqués de Valde-Espina. De esta forma el arzobispo Orbe logró transmitir a su familia el prestigio y posición social que había obtenido a lo largo de su vida.
Su sobrina, María Ana de Orbe y Zarauz contrajo matrimonio en Ermua el 26 de octubre de 1744 con José Joaquín de Emparan, XIV señor de la noble Casa de Emparan de Azpeitia. Hoy en día la Casa-Torre Enparan, residencia de la familia Emparan, es sede de la Biblioteca municipal de Azpeitia.
El arzobispo Orbe mandó construir el palacio de Valde-Espina en su localidad natal Ermua, que se convertiría en casa solariega de los marqueses. Este palacio es sede actualmente del Ayuntamiento de Ermua.

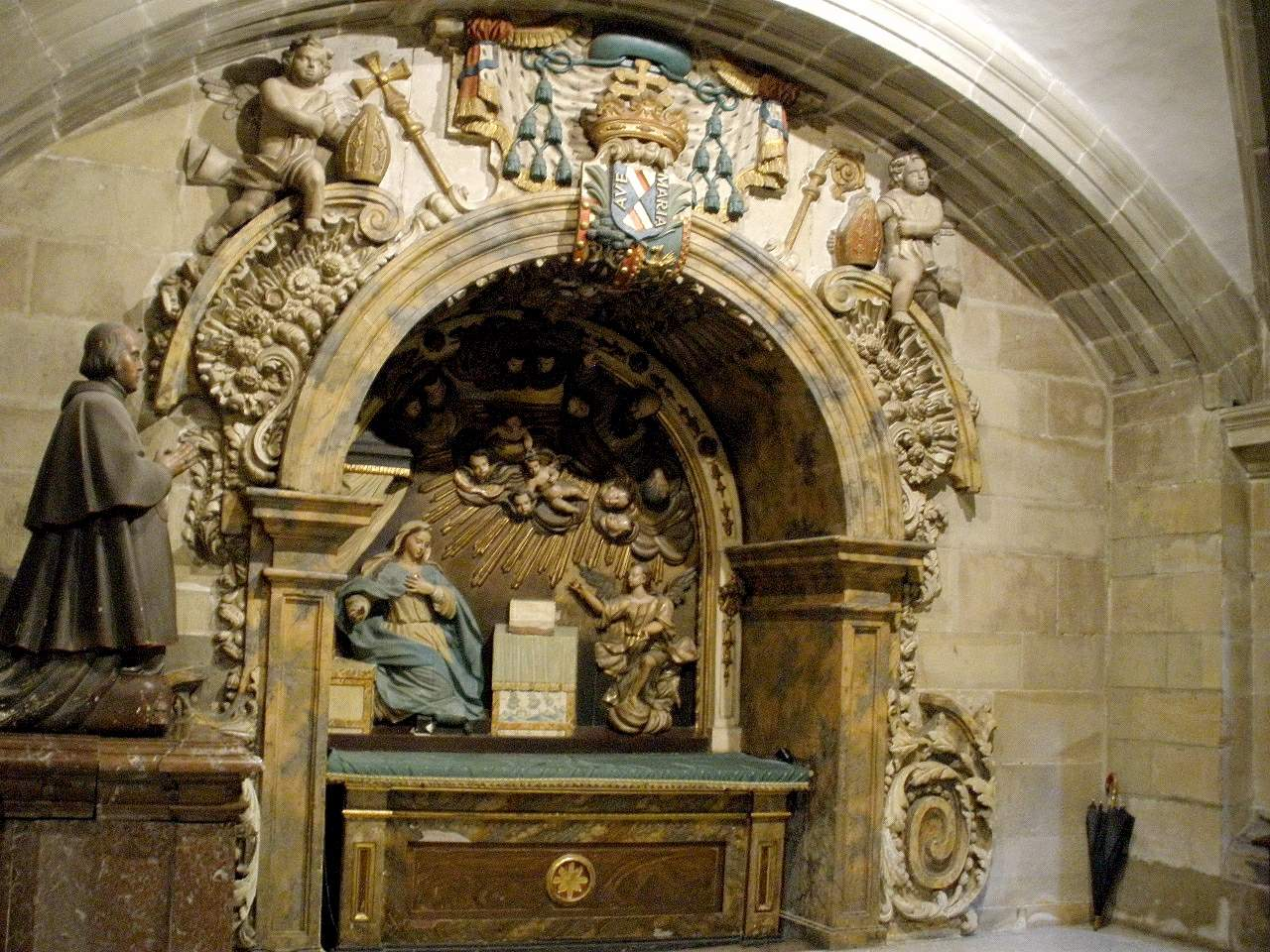
Monumento en honor a Orbe Larreátegui en la iglesia parroquial de Santiago Apóstol de Ermua.